# San Juan de Aznalfarache
San Juan de Aznalfarache er en by og kommune i det sydlige Spanien i provinsen Sevilla. Den har et indbyggertal på 23.090 (2024) indbyggere.